# Sibiu Rally Romania

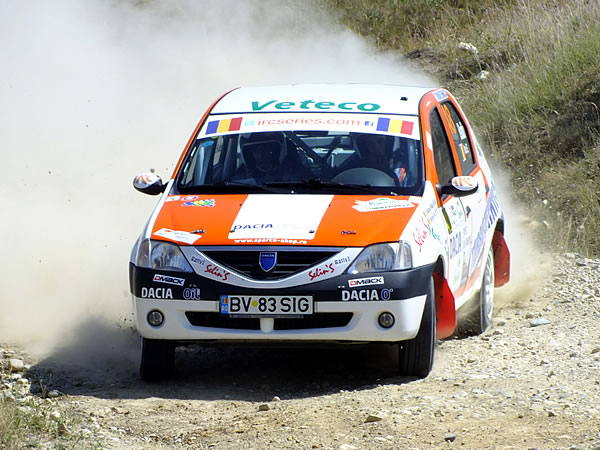
Sergiu Itu jadący Dacią Logan podczas Sibiu Rally Romania w roku 2012

Sibiu Rally Romania – organizowany od 2001 roku rajd samochodowy z bazą w rumuńskim mieście Sybin w Transylwanii. Odbywa się on na asfaltowych trasach. W latach 2001–2013 odbywał się w lipcu i sierpniu, od roku 2014 w marcu. Od czasu inauguracji rajd ten jest jedną z eliminacji mistrzostw Rumunii (CNR). W roku 2012 rajd stanowił jedną z rund serii Intercontinental Rally Challenge. Od 2013 stanowi jedną z eliminacji mistrzostw Europy.

## Zwycięzcy[1]
| Rok  | Nazwa rajdu                   | Kierowca          | Pilot           | Samochód                  | Kategoria     |               |
| ---- | ----------------------------- | ----------------- | --------------- | ------------------------- | ------------- | ------------- |
| 2001 | 1. Raliul Sibiului            | Mihai Leu         | Ciprian Solomon | Ford Escort RS Cosworth   | CNR           |               |
| 2002 | 2. Raliul Sibiului Liqui Moly | Constantin Aur    | Silviu Moraru   | Seat Cordoba WRC          | CNR           |               |
| 2003 | 3. Raliul Sibiului Liqui Moly | Constantin Aur    | Adrian Berghea  | Mitsubishi Lancer Evo VI  | CNR           |               |
| 2004 | 4. Raliul Sibiului Liqui Moly | Bogdan Marisca    | Sebastian Itu   | Mitsubishi Lancer Evo VI  | CNR           |               |
| 2005 | 5. Raliul Sibiului Liqui Moly | Constantin Aur    | Adrian Berghea  | Mitsubishi Lancer Evo VII | CNR           |               |
| 2006 | 6. Raliul Sibiului OMV        | Constantin Aur    | Adrian Berghea  | Mitsubishi Lancer Evo IX  | CNR           |               |
| 2007 | 7. Raliul Sibiului Pirelli    | Bogdan Marisca    | Sebastian Itu   | Mitsubishi Lancer Evo IX  | CNR           |               |
| 2008 | 8. Raliul Sibiului Pirelli    | Jarkko Miettinen  | Mikko Lukka     | Mitsubishi Lancer Evo IX  | CNR           |               |
| 2009 | 9. Raliul Sibiului            | Jarkko Miettinen  | Mikko Lukka     | Mitsubishi Lancer Evo IX  | CNR           |               |
| 2010 | 10. Raliul Sibiului           | Gergely Szabó     | Levente Csegzy  | Mitsubishi Lancer Evo IX  | CNR           |               |
| 2011 | 11. Raliul Sibiului           | Gergely Szabó     | Zoltán Köhler   | Mitsubishi Lancer Evo IX  | CNR           |               |
| 2012 | 12. Sibiului Rally Romania    | Andreas Mikkelsen | Ola Floene      | Škoda Fabia S2000         | CNR, IRC      |               |
| 2013 | 13. Sibiu Rally Romania       | Jan Kopecký       | Pavel Dresler   | Škoda Fabia S2000         | CNR, ERC      |               |
| 2014 | Nie odbył się                 | Nie odbył się     | Nie odbył się   | Nie odbył się             | Nie odbył się | Nie odbył się |

- CNR – Rajdowe Mistrzostwa Rumunii (Campionatul Național de Raliuri)
- IRC – Intercontinental Rally Challenge
- ERC – Rajdowe Mistrzostwa Europy